# النياط سيغما
النياط سيغما Sigma Scorpii (σ Sco, σ Scorpii)  وعند العرب نجم سيغما العقرب وتاو العقرب هما النياط. النياط هو نظام نجمي في كوكبة العقرب من القدر الظاهري (+2.88) مما يجعله أحد النجوم الأكثر سطوعا في الكوكبة، على الرغم من التألّق الكبير لجاره قلب العقرب.
استنادا إلى قياسات التزيح التي أجريت خلال مهمة هيباركوس، فإن المسافة إلى النياط تقارب 696 سنة ضوئية (214 فرسخ فلكي). وبحسب حساب نورث وآخرون (2007) الأكثر دقة تقدر المسافة بحوالي 568+75
−59 سنة ضوئية (174+23
−18 فرسخ فلكي).

## التسمية
σ Scorpii هي تسمية باير لهذا النجم ويحمل الاسم التقليدي Alniyat، وهو اسم مشترك مع تاو العقرب، وإلى مجمة النجمين.
في مايو 2016 انشئ الاتحاد الفلكي الدولي فريق عمل الاتحاد الفلكي الدولي للأسماء النجوم لفهرست وتوحيد الأسماء الخاصة للنجوم. وقد أختار الفريق أسم (Alniyat) لهذا النجم وفي 1 فبراير 2017 أدرج الاسم في فهرس الاتحاد الفلكي الدولي لأسماء النجوم.

سحابة رو أوفيتشي المعقدة ويظهر ضوء أحمر في أسفل اليمين هو ضوء النياط ينعكس على الغبار المحيط به.